# Live in Cologne
Live in Cologne jest pośmiertnie wydanym albumem koncertowym Jimiego Hendriksa, zawierającym pełny zapis występu w Sporthalle w Kolonii z 13 stycznia 1969 roku. Ukazał się w sprzedaży jako LP 27 listopada 2012 roku jako dwunasta płyta wydana przez Dagger Records. Wersja CD dostępna jest od 9 lipca 2013 roku.

## Lista utworów
Autorem wszystkich utworów, chyba że zaznaczono inaczej jest Jimi Hendrix.
| Nr  | Tytuł utworu                                    | Długość |
| --- | ----------------------------------------------- | ------- |
| 1.  | „Come On (Let the Good Times Roll)”             | 5:30    |
| 2.  | „Foxy Lady”                                     | 5:08    |
| 3.  | „Red House”                                     | 12:33   |
| 4.  | „Voodoo Child (Slight Return)”                  | 6:42    |
| 5.  | „Fire”                                          | 2:56    |
| 6.  | „Spanish Castle Magic”                          | 4:29    |
| 7.  | „Hey Joe” (Roberts)                             | 4:10    |
| 8.  | „Sunshine of Your Love” (Clapton, Bruce, Brown) | 6:41    |
| 9.  | „Star Spangled Banner” (Traditional)            | 2:53    |
| 10. | „Purple Haze”                                   | 5:04    |
|     |                                                 | 56:06   |

## Artyści nagrywający płytę
The Jimi Hendrix Experience
- Jimi Hendrix – gitara, śpiew
- Mitch Mitchell – perkusja
- Noel Redding – gitara basowa

## Źródła
- The Jimi Hendrix Experience: Live In Cologne. daggerrecords.com. [dostęp 2021-02-22]. [zarchiwizowane z tego adresu (2021-02-22)]. (ang.).